# Drien
Drien is een bestuurslaag in het regentschap Pidie van de provincie Atjeh, Indonesië. Drien telt 202 inwoners (volkstelling 2010).